# 야마우치 도요카게

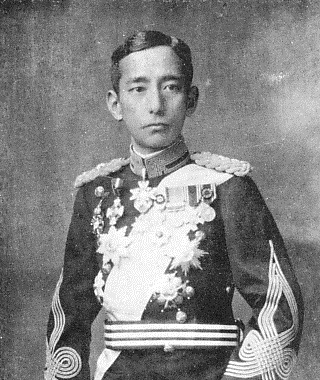
야마우치 도요카게

야마우치 도요카게(山内豊景, 1875년(메이지 8년) 9월 9일 ~ 1957년(쇼와 32년) 1월 5일)는 일본의 화족(후작), 군인(육군)이다. 최종 계급은 육군 소령(少佐).
정치와 군대 그리고 문화단체장 등 다양한 역할을 맡았으며 러일전쟁 참전, 프랑스 유학, 궁내청 의전직 등 근대 일본 상류사회의 전형적인 경로를 걸은 인물로 평가된다.
| 전임 야마우치 도요노리 | 제2대 야마우치 후작가 당주 1886년 ~ 1947년 | 후임 화족 제도 폐지 |

| 전임 야마우치 도요노리 | 야마우치가 당주 1886년 ~ 1957년 | 후임 야마우치 도요아키 |